# محمد أباد (بياض)
محمد أباد (بالفارسية: محمدآباد) هي قرية تقع في إيران في قسم بیاض الريفي.